# No Copyright
No copyright es un movimiento que tuvo nacimiento en la década de los 70 cuando en el Instituto Tecnológico de Massachusetts, uno de los líderes en Premios Nobel, Richard Stallman, enfadado por no poder controlar su impresora debido a que su driver era software privativo, escribió una aplicación de control y puso el código a disposición de los demás, determinando así cuatro libertades que regían el uso de su obra:
1. Libertad de usar el programa sin restricciones.
2. Libertad de estudiarlo y adaptarlo a las necesidades de cada uno.
3. Libertad de redistribución.
4. Libertad para mejorarlo y publicar las mejoras.

## Historia
En el año de 1984, estas cuatro libertades se cristalizaron jurídicamente mediante la redacción de la Licencia General Pública (GPL)y se aplicaron a un conjunto de programas de software que constituyó el primer grupo sistematizado de software libre conocido GNU is not Unix para diferenciarlo del software privativo Unix.
Años más tarde, Linus Torvalds escribió y licenció bajo GPL un núcleo (el kernel) para manejo del hardware de los ordenadores y lo denominó Linux, que hoy constituye la columna vertebral de Internet. Este sistema libre dio el impulso global al Movimiento “Copyleft” asimilable al “No Copyright”, término que es un juego de palabras ya que el término “left” es ambivalente significando tanto “izquierda” como el participio del verbo abandonar, dejar, lo que puede ser entendido como “dejar suelta la copia”.
El Copyleft es una de las modalidades del Copyright pero frente al sistema tradicional de control de la copia y “todos los derechos reservados”, el Copyleft instiga la circulación de la copia y promueve su mejora, El Copyleft permite compartir el conocimiento, esta tendencia deja a discreción del usuario usar, modificar y distribuir las obras como tal, haciendo que el conocimiento sea libre, el no permitir la distribución de la obra se estaría como privatizando la comunicación. Por otra parte, se diferenciaron dos conceptos de Copyleft: el primero de ellos es un concepto amplio, consistente en las obras en las que se permite su libre circulación; el segundo concepto es estricto, y es la cláusula importantísima que se halla inserta en la GPL ( Licencia General Pública). Esta cláusula señala que si se transforma una obra y el autor de la transformación desea, a su vez, redistribuir sus cambios, debe licenciar sus transformaciones también bajo Licencia General Pública; esto es, no puede dar a los demás menos derechos de los que él recibió y de los que se aprovechó, de esta manera se garantiza que nadie “cierre” una obra.
El Movimiento Copyleft comenzó a extenderse a otro tipo de obras, en este caso literarias, técnicas artísticas, creándose otras licencias para protegerlas. Las más conocidas actualmente son las licencias Creative Commons que constituyen un abanico de seis posibilidades desde la más restrictiva a la más libre dando lugar a los permisos para el uso comercial, la transformación de la obra y la cláusula Copyleft, con una única obligación:la de citar al autor original:
Estas lincencias son :
1. Licencia “By”: Atribución. La obra puede reproducirse, distribuirse o difundirse y permite obras derivadas.
2. Licencia By-SA: By–Share Alike. Se permite la reproducción, difusión o distribución y la transformación, siempre que se licencie la obra derivada bajo la misma licencia.
3. Licencia By-NC: By–Noncommercial. (Atribución–uso no comercial). Se permite la reproducción, distribución o difusión y obras derivadas siempre que no sea con fines comerciales.
4. Licencia By-ND: Attribution No Derivatives. (Atribución–no transformación).Se permite todo uso de su obra incluso comercialmente pero no permite obras derivadas.
5. Licencia By-NC-SA: (By–Share Alike–Noncommercial). (Atribución–igual licencia – uso no comercial). Se permite la reproducción, difusión o distribución y la transformación, siempre que se licencie de igual manera y que no sea con fines comerciales.
6. Licencia By-NC-ND: (By – No Derivatives –No commercial). Se permite la reproducción, la difusión o distribución pero no la transformación y siempre que no sea con fines comerciales.

La Justicia Española está en la pionera y está a la cabeza mundial en el reconocimiento judicial del Copyleft; en el año 2005 el líder del un grupo musical, lamundial.net, ejerció frente al Subdirector General de la Propiedad Intelectual un derecho constitucional de petición en el que “inocentemente” le preguntaba cómo podía cobrar el canon que por él recaudaba la SGAE (Sociedad General de Autores y editores) sin necesidad de unirse con dicha institución puesto que, al ser un autor Copyleft, no está de acuerdo en someterse a tal entidad. La respuesta del Subdirector General no daba ninguna solución pero sí citaba el término Copyleft. Ese derecho de petición fue incorporado como prueba documental en el juicio oral interpuesto por la SGAE contra Ladinamo, una asociación cultural cuyo objeto asociativo es el de la difusión de obras bajo Copyleft. El resultado del litigio, en el que el letrado de la SGAE llegó a argumentar que era ilícito descargar archivos musicales de Internet, no dio lugar a dudas: un autor es soberano sobre su obra y si éste quiere utilizar Internet como medio de difusión, está en su derecho.
Habiendo demostrado que todas las obras usadas por Ladinamo eran de autores Copyleft, ésta quedó absuelta de la demanda de la SGAE y se introdujo el término Copyleft por primera vez en la Jurisprudencia Mundial. 
Se le ha reprochado al Movimiento Copyleft de que siendo un sistema libre de copia y transformación no hay riqueza, ni cultura ni se desarrolla ningún talento. Sin embargo, se podría argumentar que la profesión jurídica es la primera “copyleftera” ya que por muchos años ha copiado códigos, normas, resoluciones desde la emisión del Código de Hammurabi hasta nuestros días.
El Copyleft se caracteriza por tener el "código abierto", lo que lo hace potencialmente controlable, modificable, mejorable y copiable por los usuarios. Con el paso de los años lo que se ha pretendido con este movimiento es contraponerse al Copyright, donde el autor de su obra, es propietario y se le concede poderes suficientes para decir que con dicha obra puede hacer lo que desee, es decir, puede copiarla, difundirla, modificarla, etc. Lo que no está permitido hacer es prohibir que otro haga lo mismo, es decir, no puede apropiarse de ella e impedir su libre circulación: no puede poner copyright sobre ella, porque ya hay uno puesto y le pertenece. En resumen, un ciudadano normal, que no tiene dinero para comprar un libro de Isabel Allende, o que no quiere comprarlo encuadernado, puede tranquilamente fotocopiarlo, escanearlo o descargarlo gratis de un sitio web, siempre y cuando esta reproducción no sea con ánimo de lucro, y por tanto esté perfectamente autorizada por el autor. Pero , si un editor extranjero quiere traducir y comercializarlo en su país, o si un productor cinematográfico quiere trasladarlo a la gran pantalla, eso es una reproducción con ánimo de lucro, y por tanto estos señores deberán ponerse en contacto con los autores y deberá pagar una cantidad, porque es justo que "lucre" también el autor, ya que el libro lo ha escrito él. No cabe duda de que es una tendencia que día tiene más adeptos, ojala que con los años no se pierda esos derechos fundamentales de autor que por ser creador de su obra se le concede, y que los usuarios lleguen a determinar que existen reglas y que se deben respetar desde cualquier punto de vista, al parecer los fines son los mismos tanto del Copyright que del Copyleft, llegar a la mayor cantidad de usuarios y que con tales conocimientos haya un enriquecimiento intelectual y no un vacío en la sociedad actual.

## Conclusiones
El no copyright se convierte en un movimiento para favorecer la libertad de información y contradiciendo las reglas estrictas del sistema anglosajón del copyright.
Este movimiento fomenta el compartir y mejorar obras principalmente de la última tecnología permitiendo mejorar y cambiar ciertos programas con varias licencias.
Hoy en día dentro de las Corrientes capitalistas, rezagos de las comunistas y muchas de las actuales que son las socialistas, dentro del ámbito del derecho de autor también se hacen presentes, como es este el caso del movimiento impulsor al Anti Copyright. Si bien la protección del copyright se limita a precautelar los derechos del autor sobre su obra considerando simplemente la paternidad, pues no tiene facultades morales, pero claro está que permite la libre disposición de su obra como creador que es.
Muchas de las personas que apoyan este movimiento Anti Copyright argumentan que no se puede hacer exclusiva una idea que por naturaleza misma del hombre, es inherente a cualquier ser vivo, y que al hacerla exclusiva en el momento de su divulgación ya es propiedad de cada por lo cual se podría disponer libremente de la obra, siendo así, que se contraponen tanto el derecho del autor como el derecho de quien compra la obra, argumentando que ningún derecho vale más que el de ora persona.
De igual forma, quienes apoyan a este movimiento, hacen referencia a que este modelo de protección de los derechos de autor, no hacen ni más seguro ni más estables los derechos de autor por lo cual no cubre el objetivo con el cual fue creado dentro del sistema jurídico anglosajón y que desde su creación simplemente ha aportado a la monopolización sobre la explotación de estos derechos permitiendo que poca gente se enriquezca a costa de quienes crean una obra, debido a que estas pocas personas tienen los medios para ayudar a la explotación de las obras.
Dentro de las obras musicales, quienes argumentan que no se puede hacer propia una idea pues es algo que lo tenemos por naturaleza, apuntan hacia la posibilidad que se “Samplee” es decir se mutile la obra de otra persona, para crear la suya propia ya que las ideas son libres y tan solo surgen en aquellos momentos que deben hacerlo. 